# Bosque subtropical

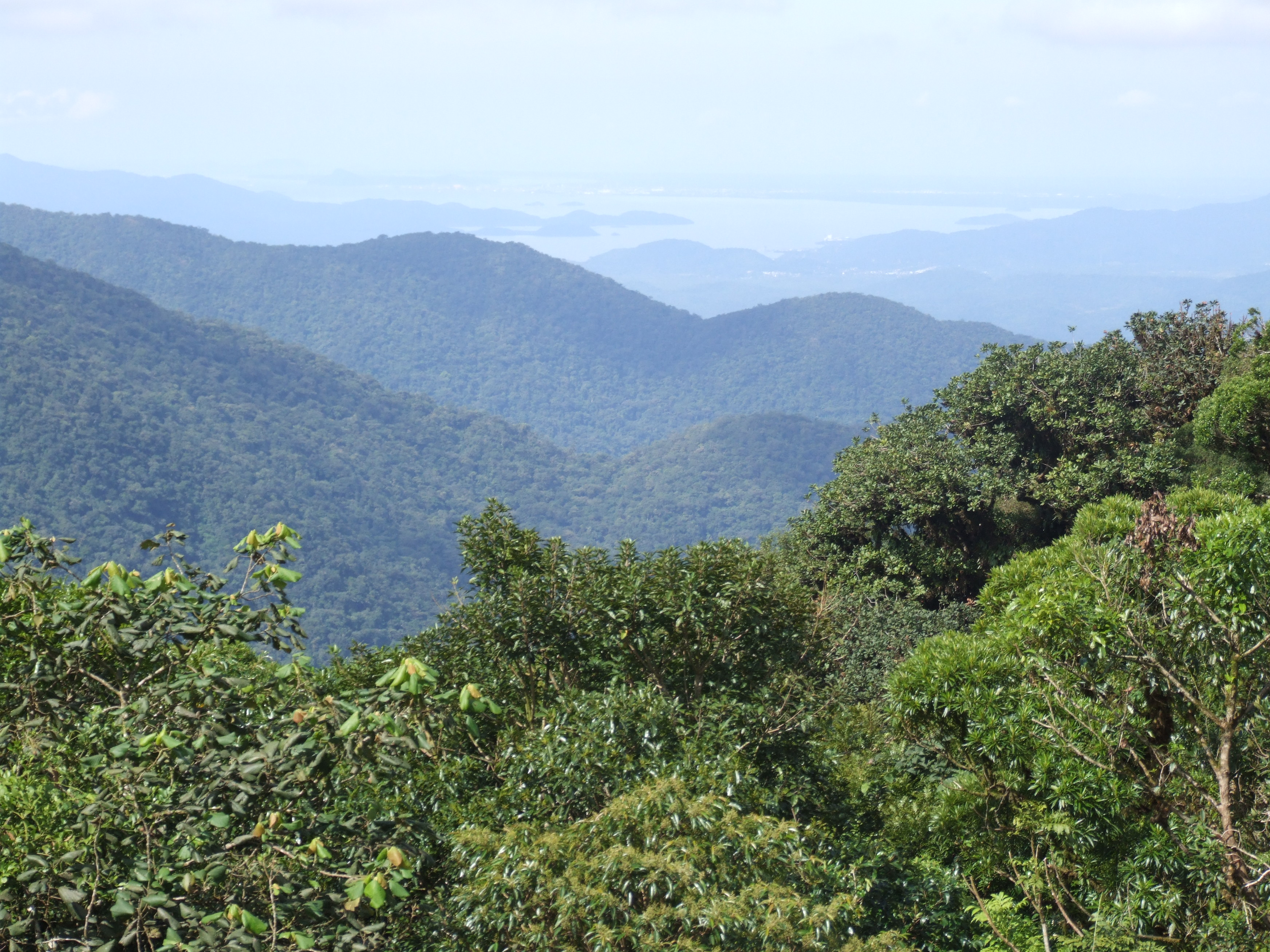
Selva costera subtropical al sur del Brasil.

Los bosques subtropicales son aquellos bosques situados en una latitud similar a los trópicos de (Cáncer y Capricornio) o más allá fuera de la zona intertropical. Su vegetación predominante es de hoja ancha, presentan clima subtropical y su temperatura promedio anual está entre los 17 y 24 °C. A diferencia del bosque tropical, presenta diferencias estacionales bien marcadas y su pluviosidad es usualmente inferior a él.
Son varios tipos: el bosque seco subtropical, el bosque lluvioso (o selva subtropical), el bosque húmedo caducifolio y el bosque de pinos. La selva montana tiene un clima subtropical en cuanto a su temperatura, pero su pluviosidad es similar a la selva tropical.

## Bosque seco subtropical
Tiene un promedio de precipitación anual entre 500 y 1000 mm. Suele ser un ecosistema de transición entre el monte espinoso y la selva subtropical. Es caducifolio, ya que la mayor parte de árboles pierden sus hojas durante la estación seca. Se encuentra principalmente en América, por ejemplo, en la región del Chaco seco en Argentina y Paraguay. En México se sitúa desde las planicies costeras hasta los 2.500 metros de altura. También se encuentra en las grandes islas del Caribe como Cuba y República dominicana.

## Selva subtropical o costera
El bosque lluvioso subtropical es de clima subtropical húmedo, tiene un promedio anual de precipitaciones entre 1000 y 2000 mm, llegando 4000 mm si es muy húmedo, suelen encontrarse en la región costera oriental de los continentes del hemisferio sur. Sobresale la región de la Mata atlántica en Brasil, Argentina y Paraguay que incluye a la Selva misionera, la selva Daintree en Australia, la selva mosaico costera del sudeste africano y la selva de Madagascar.

## Selva  subtropical húmeda
Es el que se presenta en latitudes próximas al Mediterráneo pero de clima subtropical húmedo. Algunos de esos bosques están clasificados por el WWF como un bosques templados de frondosas y mixto debido a que su vegetación es similar al bosque templado caducifolio, con hayas, robles, coníferas, pero también cuenta con la presencia de plantas tropicales y laurifolias; su temperatura es moderada y no hay estación seca. Se encuentra principalmente al sur de China y Japón, al suroeste de EE. UU., y poco en Australia, Nueva Zelanda, y el sur de Chile y sur de Argentina.

## Bosque de pinos
El bosque subtropical de coníferas es un bioma de clima seco que se encuentra en latitudes subtropicales y que tienen una temperatura promedio de 18 °C. Predominan los pinos, por lo que en general se les llama bosque de pinos. Los más comunes son los bosques mixtos de montaña de pinos y encinos en México. También están los bosques de pino de las Antillas Mayores (Cuba, Haití, Rep. Dominicana, Bahamas, Bermudas) y en Asia los bosques montanos de pino del Himalaya (Subcontinente indio), Luzón (Filipinas) y Sumatra (Indonesia).

## Selva subtropical de montaña
Artículo principal: Bosques de montaña de la zona intertropical
Llamada en general selva de montaña, selva montana, bosque premontano, bosque andino, selva alta o yungas, tiene un clima tropical o subtropical de montaña que puede considerarse con un rango de temperatura media anual de 18 a 24 °C y que suele ser muy lluvioso, con una pluviosidad similar o mayor a la selva tropical basal. Aproximadamente corresponde a una altitud entre los 1000 y 1900 m s. n. m. en latitudes ecuatoriales, mientras que en latitudes subtropicales suele estar entre los 500 y 1300 m s. n. m. A mayor altitud el bosque desciende su temperatura media por debajo de los 18 °C, lo que hace que algunos autores diferencien la selva montana (o bosque pluvial premontano) del bosque montano (más frío y menos denso).
En Sudamérica se denomina bosque andino en los Andes del norte y yungas en los Andes centrales. En Perú se le llama selva alta y tiene una pluviosidad entre 1000 y 7000 mm, en Bolivia son los Yungas, en Argentina la selva montana de las yungas que está entre el Gran Chaco y los Andes. En África hay muchos ejemplos de selvas montanas subtropicales, como la de Etiopía, la de Albertina (junto a la selva del Congo) y la de las cadenas montañosas aisladas del África oriental. En Oceanía destaca la selva montana de Nueva Guinea.